# لیونل (بازیکن فوتبال)
لیونل سیلوا رامالو (به پرتغالی: Laionel Silva Ramalho) معروف به لیونل (Laionel) بازیکن فوتبال در پست مهاجم اهل برزیل است که در شهر Campos Belos و در تاریخ ۲۷ آوریل ۱۹۸۶ به دنیا آمده‌است.

## باشگاهی
لیونل در تیم‌های فوتبال بوآویستا، ویتوریا ستوبال، آکادمیکا و ژیل ویسنته سابقهٔ حضور دارد.